# Gåstjärnet
Gåstjärnet är en sjö i Arvika kommun i Värmland och ingår i Göta älvs huvudavrinningsområde. Sjön är 8 meter djup, har en yta på 0,035 kvadratkilometer och är belägen 126 meter över havet.